# فيكس وفوكسي
فيكس وفوكسي، (بالإنجليزية: Fix & Foxi and Friends)‏، مسلسل رسوم متحركة ألماني من إنتاج شركة انجري الترفيهية. عرض لأول مره في 25 فبراير 2000. تمت دبلجة المسلسل للعربية.

## روابط خارجية
- فيكس وفوكسي على موقع IMDb (الإنجليزية)
- فيكس وفوكسي على موقع كينوبويسك (الروسية)
- فيكس وفوكسي على موقع قاعدة بيانات الفيلم (الإنجليزية)